# Kondor Trülku
| Tibetische Bezeichnung                           |
| ------------------------------------------------ |
| Wylie-Transliteration: dkon rdor sprul sku       |
| Offizielle Transkription der VRCh: Goindor Zhügu |
| THDL-Transkription: Köndor Trülku                |
| Andere Schreibweisen: Kondor Tulku               |
| Chinesische Bezeichnung                          |
| Vereinfacht: 贡多活佛                            |
| Pinyin:Gongduo huofo                             |

Kondor Trülku (tib.: dkon rdor sprul sku) ist eine der Inkarnationsreihen der Gelug-Schule des tibetischen Buddhismus. Traditioneller Sitz der Trülkus ist das Kloster Chamdo Champa Ling (tib.: chab mdo byams pa gling) in Chengguan, wo auch der Phagpa Lha seinen Sitz hat. Es gibt bis heute sechs Vertreter dieser Reihe.
Der 1. Kondor Trülku war Khedrub Shakya Lhawang (dkon rdor mkhas grub shAkya lha dbang; 1586–1655).

## Liste der Kondor-Trülkus
| Name                                | Umschrift nach Wylie                                    | Lebensdaten | sonstiges |
| ----------------------------------- | ------------------------------------------------------- | ----------- | --------- |
| 1. Khedrub Shakya Lhawang           | (dkon rdor mkhas grub shAkya lha dbang)                 | (1586–1655) | ToL       |
| 2. Lobsang Wangchug                 | (dkon rdor blo bzang dbang phyug)                       | (1689–1758) | ToL       |
| 3. Lobsang Chogle Namgyel           | (blo bzang phyogs las rnam rgyal)                       | (1762–1839) | ToL       |
| 4. Lobsang Jampel Tendzin Namgyel   | (dkon rdor blo bzang 'jam dpal bstan 'dzin rnam rgyal)  | (1840–1892) | ToL       |
| 5. Lobsang Namgyel Tendzin Lhündrub | (dkon rdor blo bzang 'rnam rgyal bstan 'dzin lhun grub) | (1894–1950) | ToL       |
| 6. Lobsang Tendzin Pelden Lhündrub  | (dkon rdor blo bzang bstan 'dzin dpal ldan lhun grub)   | (1951–)     |           |